# Johan Alfred Mohlté
Johan Alfred Mohlté, född 2 maj 1865 i Mollösund, Bohuslän, död 1952 eller 16 november 1957 i Utica, New York, var en svensk-amerikansk målare och illustratör.
Han var son till skepparen Johannes Andersson och Anna Petersdotter samt från 1901 gift med Blanche Marie O'Connor. Efter studier vid Slöjdföreningens skola utvandrade han till Amerika 1886 där han fortsatte sina konststudier vid Tojettis målarskola i San Francisco och National Academy of Design i New York. Han återvände därefter till Europa och studerade för Benjamin Constant och Jean-Paul Laurens vid Académie Julian i Paris. Han bosatte sig fast i New York där han fick ryktbarhet som en skicklig porträttmålare och fick utföra porträtteringar av bland annat Thomas Alva Edison och John Ericsson för Svenska ingenjörsföreningen i Brooklyn, samt ett helfigursporträtt av skådespelaren Edwin Booth för brittiska statens Shakespeare-stiftelse i Stratford-on-Avon. Vid sidan av sitt eget skapande utförde han ett stort antal freskmålningar för kyrkor i Amerika och Kanada samt målningar i offentliga profana lokaler. Som illustratör medverkade han i flera religiösa publikationer samt flera årskalendrar. Han medverkade ett flertal tillfällen i utställningar med National Academy of Design. Förutom porträtt består hans konst av genremotiv.